# Army Gold Medal
La Army Gold Medal e la Army Gold Cross (quest'ultima conosciuta anche come Peninsular Cross), erano delle medaglie militari britanniche offerta dal principe reggente Guglielmo del Regno Unito (poi re Guglielmo IV) a quanti avessero partecipato alle battaglie della coalizione antifrancese e soprattutto nella Guerra d'indipendenza spagnola.
Essa non venne concepita come una medaglia di campagna vera e propria in quanto venne esclusivamente riservata agli ufficiali ed ai generali di campo.

## Le tipologie delle onorificenze
L'onorificenza era suddivisa al proprio interno in tre diverse categorie:
- Grande medaglia, riservata unicamente ai generali
- Piccola medaglia, riservata agli ufficiali
- Croce, concessa supplementarmente a quegli ufficiali che si fossero distinti in quattro o più azioni

A partire dal 1813 venne autorizzata l'apposizione di specifiche barrette suoi nastri delle decorazioni, tese ad identificare i combattimenti ai quali l'insignito aveva preso parte. Sulla croce potevano essere inscritte le prime quattro azioni a cui l'insignito aveva partecipato, una per ciascun braccio della decorazione, oltre la quarta il nastro della croce veniva decorato coi nastrini corrispondenti.
La più alta onorificenza venne concessa ad Arthur Wellesley, I duca di Wellington il quale ottenne 9 barrette ed una croce per un totale di 13 azioni, medaglia visibile nel suo ritratto ad Apsley House.

## Il declino della medaglia
Con la guerra d'indipendenza spagnola vennero concesse anche molte medaglie dell'Ordine del Bagno che andarono ad alternarsi alla medaglia ed alla croce, condizionandone fin dall'inizio la distribuzione in particolare presso i ranghi elevati.
Nel 1847 la regina Vittoria, inoltre, autorizzò la realizzazione della Military General Service Medal, che venne concessa a tutti i veterani ancora viventi delle campagne napoleoniche, senza distinzioni di grado ad eccezione di quanti avessero già ricevuto la Army Gold Medal o la Army Gold Cross.
Il disegno della croce è inoltre molto simile a quella che sarà poi la Victoria Cross e si pensa che sia servita come ispirazione a quella decorazione.

## Insegne
Medagliaè costituita da un disco d'oro sul quale è raffigurata sul diritto Britannia come personificazione dell'Inghilterra con scudo e leone sdraiato al suo fianco. Sul retro si trovava uno spazio vuoto al centro di una corona di rami d'alloro ove inscrivere il nome della prima battaglia per la quale era stata concessa l'onorificenza. La medaglia è sostenuta al nastro tramite un anello circolare d'oro.
Croceè costituita da una croce patente in oro coi bracci bordati a decoro ed avente in centro un leone passante rivolto a destra. Sui bracci erano incisi i nomi delle battaglie a cui l'insignito aveva preso parte.
Nastrorosso con una fascia blu per parte.

## Barrette
- Maida
- Roleia
- Vimiera
- Sahagun
- Benevente
- Sahagun e Benevente
- Corunna
- Martinique
- Talavera

- Guadaloupe
- Busaco
- Barrosa
- Fuentes D'Onor
- Albuhera
- Java
- Ciudad Rodrigo
- Badajoz
- Salamanca
- Fort Detroit

- Chateauguay
- Chrysler's Farm
- Vittoria
- Pyrenees
- St Sebastien
- Nivelle
- Nive
- Orthes
- Toulouse

## Insigniti notabili

### Army Gold Medal
- Samuel Benjamin Auchmuty
- Sir Guy Campbell, I baronetto
- William Harding
- William Inglis
- James Macdonnell
- Charles James Napier
- John Oswald
- Sir John Slade, I baronetto
- Sempronius Stretton

### Army Gold Cross
- Robert Arbuthnot
- Andrew Barnard
- Edward Barnes
- John Bell
- Edward Blakeney
- Henry Bouverie
- Thomas Brisbane
- John Fox Burgoyne
- Sir Archibald Campbell, I baronetto
- Henry Clinton
- Lowry Cole
- James Douglas
- Benjamin d'Urban
- Henry Fane
- Sir Richard Fletcher, I baronetto
- William Maynard Gomm
- Colin Halkett
- John Keane, I barone Keane
- John Lambert
- James Leith
- Edward Pakenham
- Hew Dalrymple Ross
- John Colborne, I barone Seaton
- Lord Edward Somerset
- FitzRoy Somerset, I barone Raglan
- John Byng, I conte di Strafford